# Luis Juliá y Carrere
Luis Juliá y Carrere (f. 1910) fue un pintor taurino español.

## Biografía
Pintor natural de Madrid, se dedicó casi exclusivamente a la pintura de toros. En la Exposición de Bellas Artes de 1864 presentó Una torada; en la de 1871 Descanso de un encierro de toros; en la de 1876 Grupo de toros célebres; en la de 1878 El toro llamado Pavito, que causó la muerte al espada Manuel Jiménez (el Cano), y El toro llamado Lagartijo que hirió al espada Salvador Sánchez (Frascuelo); en la de 1881 los Retratos de varios toros que hirieron a diferentes diestros. El cuadro de la Exposición de 1876 fue adquirido por el Gobierno y remitido al Museo de Murcia, donde se conservaba. En la galería de Santa Marta figuraba Una torada de este pintor. Los aficionados al toreo conservaban con gran entusiasmo los cuadros de Juliá, que pintó numerosos ejemplos de este género que constituyó su especialidad. Falleció en mayo de 1910.